# Jewdriver
Jewdriver ist eine jüdische Skinheadband aus Oakland (Kalifornien). Der Name spielt auf die neonazistische Skinhead-Band Skrewdriver aus Großbritannien an. Sie spielen meist Coverversionen dieser Band, ändern die Texte allerdings ins Projüdische ab.
1994 wurde in Oakland (Kalifornien) von Ian Stuartstein (eine Anspielung auf Ian Stuart), Jay Oniskinswitz und Max Bagels die Band G.I. JEW gegründet, die in der Folgezeit unter anderem mit Rancid, Green Day, Lizards und Neurosis bei Konzerten auftrat. Nach einem Erweckungserlebnis 1996 verließ Ian Stuartstein die bisherige Band und gründete zusammen mit jungen, zionistischen Skinheads eine neue Band mit dem Namen Jewdriver, die häufig bei Hochzeiten und Bar Mitzwas spielte. Nach einem längeren Aufenthalt in Israel schloss sich Max Bagel der Band 2001 wieder an.
Wenig später kam es zu einem erneuten Besetzungswechsel, bei dem erneut alle bisherigen Musiker gefeuert und mit Kilgore Gefilte (Leadgitarre), Fujiyama Mountainberg (Bass) und Jadahu (Schlagzeug) eine neue Formation gefunden wurden. Die Band erschloss sich rasch ein breites Publikum und die treuesten Fans, insbesondere zionistische, Yarmulke tragende und bei den Konzerten Bagels werfende Skinheads bildeten einen Fanzirkel, der sich Schutztruppe „Fruit of Israel“ (FOI) nennt.
Nach dem temporären Ausstieg von Fujijama und Judahu übernahmen Aryan Sharon als „Minister für Propaganda“ den Bass und He-Brew who Cannot be Named das Schlagzeug.

## Veröffentlichungen
- 2003: Live at Gilman (Bootleg)
- 2004: Live at Pound SF (Bootleg)
- 2004: Jesus Skins/Jewdriver – Split-CD: "Neuer Wein Aus Alten Schläuchen / Hail the Jew Dawn". Impact Records.